# Culex pallidothorax
Culex pallidothorax är en tvåvingeart som beskrevs av Theobald 1905. Culex pallidothorax ingår i släktet Culex och familjen stickmyggor. Inga underarter finns listade i Catalogue of Life.